# Іконнікова Анна Леопольдівна
Анна Леонідівна Іконнікова (інколи Іконникова; уроджена Родзевич; 1847с. Михайлівці, Єлисаветградський уїзд, Херсонська губернія, Російська імперія — вересень 1922, м. Київ, УНР) — історик, науковець, авторка наукових посібників, авторка першого підручника з історіографії в Російській імперії.

## Біографія
Народилась Анна Леопольдівна Родзевич у 1847 році в с. Михайлівці поблизу Єлізаветграда Херсонської губернії. Батько її був польський дворянин, професійний військовий Леопольд Адамович Родзевич, мати — Анна Никифорівна, кріпачка, яку пан викупив на волю. Анна Леопольдівна навчалась в Інституті шляхетних дівчат, де яскраво проявились її здібності до іноземних мов. Навчальний заклад закінчила на відмінно і ще рік залишалась там на стажуванні. Потім працювала гувернанткою в родині В. І. Гулака, який проживав у Єлизаветграді.
У 1865—1866 роках, майбутній чоловік 17-и річної Анни, Володимир Степанович Іконников викладав історію російської словесності у Київському інституті шляхетних дівчат. Саме тут вони познайомились. 2 липня 1867 року у Єлизаветграді у грецькій церкві Анна Леопольдівна одружилася із Володимиром Степановичем Іконниковим. З цієї миті життєві дороги подружжя ніколи не розходились. Анна Леопольдівна підтримувала та супроводжувала чоловіка у всіх його задумах.

### Освіта
І хоча Київський інститут шляхетних дівчат дав А. Л. Родзевич середню освіту, вона задумувалась про отримання вищої освіти. Об'єктивні обставини того часу — жінкам було досить складно отримати освіту у той час — робили її мрію майже не здійсненною. Тому для продовження освіти вона навіть мала наміри виїхати за кордон вивчати медицину. Та небажання залишати чоловіка спонукало її залишитися у Києві: .
У 1878 році у Києві відкрились Вищі жіночі курси і Анна Леопольдівна змогла здійснити давню мрію. І хоча їй вже було тридцять років, вона з юнацькою пристрастю віддалась навчанню. Влітку 1882 року Іконникова успішно завершила навчання на Вищих жіночих курсах.

### Творчий доробок
- Входила до складу попечительської ради при Жіночих курсах, 25 років викладала історію у 1-й Київській жіночій гімназії;
- написала книгу по історії Києва;
- «Спогади про діяльність Ф. Я. Фортинського на Вищих жіночих курсах у Києві»;
- роман «Інтелігентні сили», за яким можна вивчити відносини у середовищі наукової спільноти Києва в 70 — х роках ХІХ ст.
- Протягом п'ятидесяти років Анна Леопольдівна вела щоденник, під час окупації Києва (1941—1943 рр.) він згорів.
- робила переклади для наукових робіт чоловіка. Займалась систематичним переписуванням рукописів В. С. Іконникова, вивіряла коректури та ін.
- орієнтуючись на необхідний саме для студентів Університету Св. Володимира та Вищих жіночих курсів матеріал, розробила для них навчальні посібники з історіографії;
- До нас дійшли «Записки з історіографії», які Іконникова уклала у 1878—1880 роках. Вони слугували навчальним посібником як для слухачок Вищих жіночих курсів, так і для молодих вчених, які готувалися до магістерських іспитів;
- в середині 1870-х років В. С. Іконников з успіхом прочитав у Києві дві доброчинні лекції з історії російської жінки. Тема захоплювала і Анну Леопольдівну, яка навіть збиралась написати спеціальну працю.

Анна Леопольдівна Іконникова померла у вересні 1922 року від серцевого нападу. Спільне зібрання Всеукраїнської академії наук 4 вересня 1922 року висловило глибоке співчуття хворому академікові Іконникову з приводу смерті дружини. Володимир Степанович лише 18 жовтня знайшов у собі сили подякувати Академії за співчуття. Він дуже сумував, постійно перебуваючи в роздумах та спогадах. У мемуарах Іконникова зберігся невеликий, але просто дивовижний нарис «Пам'яті моєї дружини». Увесь нарис присвячений спілкуванню з покійною дружиною. Він пише, що вона часто приходить до нього уві сні.
У подружжя Іконникових було двоє дітей — син Євген, який дуже рано помер, і донька Ольга. Доля Ольги виявилася трагічною: довгі роки вона провела у сталінських таборах. Було репресовано і її сина, талановитого інженера — мостобудівника М. В. Петрова (розстріляний у квітні 1938 року у м. Владивосток). Дочка Ольги Злата Всеволодівна Петрова, онука Іконнікових, до початку Другої світової війни закінчила Київський педагогічний університет (факультет іноземних мов), працювала в Національній бібліотеці України ім. В. І. Вернадського.